# Consejo Científico Internacional
El Consejo Científico Internacional (o ISC, International Science Council, en inglés), también conocido como Consejo Internacional de la Ciencia, es una organización internacional no gubernamental que reúne a organismos científicos de diversos niveles de las ciencias sociales y naturales.  
El ISC se formó con su asamblea general el 4 de julio de 2018 tras la fusión del Consejo Internacional para la Ciencia (ICSU, por su acrónimo en inglés) y el Consejo Internacional de Ciencias Sociales (ISSC), convirtiéndolo en una de las organizaciones más grandes de este tipo.
Daya Reddy, de la Universidad de Ciudad del Cabo, fue elegida Presidenta inaugural de la Junta. Heide Hackmann, por otro lado, se desempeña como CEO.

## Objetivo
La misión del Consejo Científico Internacional es actuar como la voz global de la ciencia. 

## Ocupaciones
El Consejo convoca y moviliza a la comunidad científica internacional sobre cuestiones de gran importancia científica y pública. Las actividades se centran en tres esferas de trabajo: 
- Estimular y apoyar la investigación y la formación científica internacional, y comunicar la ciencia que es pertinente para las cuestiones de política internacional;
- Promover la capacidad de la ciencia para contribuir a cuestiones importantes;
- Defender la práctica libre y responsable de la ciencia.

El Consejo participa en el copatrocinio de varios programas, redes y comités internacionales de investigación. 
El Consejo otorga el prestigioso Premio Stein Rokkan de Investigación Comparada en Ciencias Sociales.

## Estructura
El Consejo se rige por una Junta de Gobierno y está asesorado por varios órganos consultivos. La sede del Consejo se encuentra en París, Francia. Los miembros del Consejo de Administración son actualmente Geoffrey Boulton, Melody Burkins, Saths Cooper, Anna Davies, Pearl Dykstra, Sirimali Fernando, Rith Fincher, Sir Peter Gluckman (Presidente electo), Alik Ismail-Zadeh (Secretario), Li Jinghai (Vicepresidente), James C. Liao, Daya Reddy (Presidente), Elisa Reis (Vicepresidente), Natalia Tarasova, Renée van Kessel (Tesorero) y Martin Visbeck. 
Tiene oficinas regionales en Sudáfrica (para África), El Salvador (para América Latina y el Caribe) y Malasia (para Asia y el Pacífico). 
Se convoca una Asamblea General de todos los Miembros cada tres años. 

## Miembros
En 2019, el Consejo Internacional de Ciencias poseía 135 organizaciones miembros, 40 sindicatos y asociaciones miembros y 30 miembros afiliados. 
| Acrónimo (en inglés) | Nombre (español)                                                          | Ámbito científico                           |
| -------------------- | ------------------------------------------------------------------------- | ------------------------------------------- |
| 4S                   | Sociedad de Estudios Sociales de la Ciencia                               | Estudios de ciencia, tecnología y sociedad  |
| IALS                 | Asociación Internacional de Ciencias Jurídicas                            | Ciencias del derecho                        |
| IASSA                | Asociación Internacional de Ciencias Sociales del Ártico                  | Ciencias sociales relevantes para el Ártico |
| IAU                  | Unión Astronómica Internacional                                           | Astronomía                                  |
| ICA                  | Asociación Cartográfica Internacional                                     | Cartografía                                 |
| IEA                  | Asociación Económica Internacional                                        | Economía                                    |
| IFSM                 | Federación Internacional de Sociedades de Microscopía                     | Microscopía                                 |
| IGU                  | Unión Geográfica Internacional                                            | Geografía                                   |
| IMU                  | Unión Matemática Internacional                                            | Matemáticas                                 |
| INQUA                | Unión Internacional para la Investigación del Cuaternario                 | Periodo cuaternario                         |
| IPRA                 | Asociación Internacional de Investigaciones sobre la Paz                  | Investigación para la paz                   |
| IPSA                 | Asociación Internacional de Ciencias Políticas                            | Ciencias políticas                          |
| ISA                  | Asociación Internacional de Sociología                                    | Sociología                                  |
| ISEE                 | Sociedad Internacional de Economía Ecológica                              | Economía ecológica                          |
| ISPRS                | Sociedad Internacional de Fotogrametría y Teleobservación                 | Fotogrametría y teledetección               |
| IUBS                 | Unión Internacional de Ciencias Biológicas                                | Biología                                    |
| IUCr                 | Unión Internacional de Cristalografía                                     | Cristalografía                              |
| IUFoST               | Unión Internacional de Ciencia y Tecnología de la Alimentación            | Ciencia y tecnología de los alimentos       |
| IUFRO                | Unión Internacional de Organizaciones de Investigación Forestal           | Ingeniería de montes                        |
| IUGG                 | Unión Internacional de Geodesia y Geofísica                               | Geodesia y Geofísica                        |
| IUGS                 | Unión Internacional de Ciencias Geológicas                                | Geología                                    |
| IUHPST               | Unión Internacional de Historia y Filosofía de la Ciencia y la Tecnología | Historia y Filosofía de la Ciencia          |
| IUIS                 | Unión Internacional de Sociedades Inmunológicas                           | Inmunología                                 |
| IUMRS                | Unión internacional de la Sociedad de Investigación de Materiales         | Ciencia de los Materiales                   |
| IUMS                 | Unión Internacional de Sociedades de Microbiología                        | Microbiología                               |
| IUNS                 | Unión Internacional de Ciencias de la Nutrición                           | Nutrición                                   |
| IUPAB                | Unión Internacional de Biofísica Pura y Aplicada                          | Biofísica                                   |
| IUPAC                | Unión Internacional de Química Pura y Aplicada                            | Química                                     |
| IUPAP                | Unión Internacional de Física Pura y Aplicada                             | Física                                      |
| IUPESM               | Unión Internacional de Ciencias Físicas y de Ingeniería en Medicina       | Física médica                               |
| IUPHAR               | Unión Internacional de Farmacología Básica y Clínica                      | Farmacología                                |
| IUPS                 | Unión Internacional de Ciencias Fisiológicas                              | Fisiología                                  |
| IUPsyS               | Unión Internacional de Ciencia Psicológica                                | Psicología                                  |
| IUSS                 | Unión Internacional de Ciencias del Suelo                                 | Ciencia del suelo                           |
| IUSSP                | Unión Internacional para el Estudio Científico de la Población            | Demografía                                  |
| IUTAM                | Unión Internacional de Mecánica Teórica y Aplicada                        | Mecánica                                    |
| IUTOX                | Unión Internacional de Toxicología                                        | Toxicología                                 |
| URSI                 | Unión Internacional de Ciencias Radiofónicas                              | Ciencia de las ondas radio                  |
| WAPOR                | Asociación Mundial para la Investigación de la Opinión Pública            | Investigación de la opinión pública         |
| WAU                  | Unión Antropológica Mundial                                               | Antropología                                |

| País, nombre                                                                                                 |
| --- |
| Albania, Academia de Ciencias de Albania                                                                     |
| Angola, Foundation of Science and Development                                                                |
| Argentina, Consejo Nacional de Investigaciones Científicas y Técnicas (CONICET)                              |
| Armenia, Academia Nacional de Ciencias de la República de Armenia                                            |
| Australia, Academia Australiana de Ciencias                                                                  |
| Austria, Academia Austríaca de Ciencias                                                                      |
| Azerbaiyán, Academia Nacional de Ciencias de Azerbaiyán                                                      |
| Consejo Árabe de Ciencias Sociales (ACSS)                                                                    |
| Bangladés, Bangladesh Academy of Sciences                                                                    |
| Bélgica, Reales Academias de Ciencias y Artes de Bélgica (RASAB)                                             |
| Bielorrusia, Academia Nacional de Ciencias de Bielorrusia (NASB)                                             |
| Bolivia, Academia Nacional de Ciencias de Bolivia (ANCB)                                                     |
| Bosnia y Herzegovina: Academia de Ciencias y Artes de Bosnia y Herzegovina (ANUBiH)                          |
| Bosnia y Herzegovina: Academy of Sciences and Arts of the Republic of Srpska (ANURS)                         |
| Botsuana, Ministry of Infrastructure Science and Technology                                                  |
| Brasil, Academia Brasileira de Ciências (ABC)                                                                |
| Brasil, Association Nacional de Pos-Graduacao e Pesquisa em Ciencias Sociais (ANPOCS)                        |
| Bulgaria, Bulgarian Academy of Sciences (BAS)                                                                |
| Burkina Faso, Centre National de la Recherche Scientifique et Technologique (CNRST)                          |
| Camerún, Cameroon Academy of Sciences                                                                        |
| Canadá, National Research Council of Canada                                                                  |
| Canadá, Social Science and Humanities Research Council of Canada (SSHRC)                                     |
| Caribe, Caribbean Academy of Sciences (CAS)                                                                  |
| Chile, Academia Chilena de Ciencias                                                                          |
| China, China Association for Science and Technology (CAST)                                                   |
| China, Academia China de Ciencias Sociales (CASS)                                                            |
| China, Academia Sínica de Taipéi                                                                             |
| Consejo Latinoamericano de Ciencias Sociales (CLACSO)                                                        |
| Consejo para el Desarrollo de la Investigación en Ciencias Sociales de África (CODESRIA)                     |
| Colombia, Academia Colombiana de Ciencias Exactas, Físicas y Naturales                                       |
| Costa Rica, Academia Nacional de Ciencias                                                                    |
| Costa de Marfil, Académie des Sciences, des Arts, des Cultures d'Afrique et des Diasporas Africaines (ASCAD) |
| Cuba, Academia de Ciencias de Cuba                                                                           |
| República Checa, Czech Academy of Sciences                                                                   |
| Dinamarca, Royal Danish Academy of Sciences and Letters                                                      |
| República Dominicana, Academia de Ciencias de la República Dominicana                                        |
| Egipto, Academy of Scientific Research and Technology (ASRT)                                                 |
| El Salvador, Viceministerio de Ciencia y Tecnología de El Salvador                                           |
| Estonia, Estonian Academy of Sciences                                                                        |
| Etiopía, Ethiopian Science and Technology Agency                                                             |
| Finlandia, Council of Finnish Academies                                                                      |
| Facultad Latinoamericana de Ciencias Sociales (FLACSO)                                                       |
| France, Academia de Ciencias de Francia                                                                      |
| Georgia, Academia Nacional de Ciencias de Georgia                                                            |
| Alemania, Sociedad Alemana de Investigación (DFG)                                                            |
| Ghana, Ghana Academy of Arts & Sciences                                                                      |
| Grecia, Academia de Atenas                                                                                   |
| Guatemala, Academia de Ciencias Médicas Físicas y Naturales de Guatemala                                     |
| Honduras, National Academy of Sciences of Honduras                                                           |
| Hungría, Academia Húngara de Ciencias                                                                        |
| India, Indian Council of Social Science Research (ICSSR)                                                     |
| India, Indian National Science Academy                                                                       |
| Indonesia, Indonesian Institute of Sciences (LIPI)                                                           |
| Irán, Universidad de Teherán                                                                                 |
| Irak, Ministry of Science and Technology                                                                     |
| Irlanda, Real Academia de Irlanda                                                                            |
| Israel, Israel Academy of Sciences and Humanities                                                            |
| Italia, Consiglio Nazionale delle Ricerche                                                                   |
| Jamaica, Scientific Research Council                                                                         |
| Japón, Science Council of Japan                                                                              |
| Jordania, Royal Scientific Society                                                                           |
| Kazajistán, Academia Nacional de Ciencias de la República de Kazajistán                                      |
| Kenia, Kenia National Academy of Sciences                                                                    |
| Corea del Norte, State Academy of Sciences                                                                   |
| Corea del Sur, Korean Social Science Research Council (KOSSREC)                                              |
| Corea del Sur, National Academy of Sciences of the Republic of Korea                                         |
| Laos, Lao National Science Council                                                                           |
| Letonia, Academia de Ciencias de Letonia                                                                     |
| Líbano, National Council for Scientific Research                                                             |
| Lesoto, Department of Science and Technology                                                                 |
| Lituania, Lithuanian Academy of Sciences                                                                     |
| Luxemburgo, Fonds National de la Recherche                                                                   |
| Macedonia del Norte, Former Yugoslav Rep. Of, Macedonian Academy of Sciences and Arts                        |
| Madagascar, Ministère de l'Enseignement Supérieur et de la Recherche Scientifique                            |
| Malaui, National Commission for Science and Technology                                                       |
| Malasia, Academy of Sciences Malaysia                                                                        |
| República de Mauricio, Mauritius Research Council                                                            |
| México, Academia Mexicana de Ciencias                                                                        |
| México, Consejo Mexicano de Ciencias Sociales (COMECSO)                                                      |
| Moldavia, Academy of Sciences of Moldova                                                                     |
| Mónaco, Centre Scientifique de Monaco                                                                        |
| Montenegro, Montenegrin Academy of Sciences and Arts                                                         |
| Marruecos, Hassan II Academy for Science and Technology                                                      |
| Mozambique, Scientific Research Association of Mozambique (AICIMO)                                           |
| Namibia, National Commission on Research, Science and Technology (NCRST)                                     |
| Nepal, Nepal Academy of Science and Technology (NAST)                                                        |
| Países Bajos, Real Academia de Artes y Ciencias de los Países Bajos                                          |
| Nueva Zelanda, Royal Society of New Zealand Te Aparangi                                                      |
| Nigeria, Nigerian Academy of Science                                                                         |
| Noruega, Academia Noruega de Ciencias y Letras                                                               |
| Noruega, Research Council of Norway                                                                          |
| Noruega, Universidad de Bergen (UiB)                                                                         |
| Omán, Research Council of Oman                                                                               |
| Organization for Social Science Research in Eastern and Southern Africa (OSSREA)                             |
| Pakistán, Pakistan Association for the Advancement of Science                                                |
| Panamá, Universidad de Panamá                                                                                |
| Perú, Academia Nacional de Ciencias Exactas, Físicas y Naturales                                             |
| Filipinas, National Research Council                                                                         |
| Filipinas, Philippine Social Science Council (PSSC)                                                          |
| Polonia, Academia Polaca de Ciencias                                                                         |
| Portugal, Academia das Ciencias de Lisboa                                                                    |
| Rumania, Academia Rumana                                                                                     |
| Rusia, Academia de Ciencias de Rusia                                                                         |
| Ruanda, Instituto de ciencia y tecnología de Kigali (KIST)                                                   |
| Arabia Saudita, King Abdulaziz City for Science and Technology (KACST)                                       |
| Serbia, Academia de las Artes y de las Ciencias de Serbia                                                    |
| Seychelles, Seychelles National Parks Authority                                                              |
| Singapur, Singapore National Academy of Science                                                              |
| Eslovaquia, Slovak Academy of Sciences                                                                       |
| Eslovenia, Academia Eslovena de Ciencias y Artes                                                             |
| Sudáfrica, Human Sciences Research Council of South Africa (HSRC)                                            |
| Sudáfrica, National Research Foundation (NRF)                                                                |
| Pacífico Sur, Universidad del Pacífico Sur                                                                   |
| España, Secretaría de Estado de Universidades, Investigación, Desarrollo e Innovación (SEIDI)                |
| Sri Lanka, National Science Foundation                                                                       |
| Sudán, National Centre for Research                                                                          |
| Suazilandia, National Research Council                                                                       |
| Suecia, Real Academia de las Ciencias de Suecia                                                              |
| Suiza, Swiss Academy of Humanities and Social Sciences (SAHS)                                                |
| Suiza, Swiss Academy of Sciences                                                                             |
| Tayikistán, Academy of Sciences of the Republic of Tajikistan                                                |
| Tanzania, Tanzania Commission for Science and Technology                                                     |
| Tailandia, National Research Council of Thailand                                                             |
| Togo, Chancellerie des Universités du Togo                                                                   |
| Túnez, Université Tunis El Manar                                                                             |
| Turquía, Scientific and Technical Research Council of Turkey                                                 |
| Turquía, Turkish Academy of Science (TÜBA)                                                                   |
| Unión Astronómica Internacional (UAI)                                                                        |
| Uganda, Uganda National Council for Science and Technology (UNCST)                                           |
| Ucrania, Academia Nacional de Ciencias de Ucrania                                                            |
| Reino Unido, Academia Británica                                                                              |
| Reino Unido, Economic and Social Research Council (ESRC)                                                     |
| Reino Unido, Royal Society                                                                                   |
| Estados Unidos, Academia Nacional de Ciencias                                                                |
| Uruguay, Comisión Nacional de Investigación Científica y Tecnológica (CONICYT)                               |
| Uzbekistán, Academia de Ciencias de Uzbekistán                                                               |
| Ciudad del Vaticano, Pontificia Academia de las Ciencias                                                     |
| Venezuela, Fondo Nacional de Ciencia, Tecnología e Innovación                                                |
| Vietnam, Vietnam Union of Science and Technology Associations                                                |
| Zambia, Zambia Academy of Sciences                                                                           |
| Zimbabue, Research Council of Zimbabwe                                                                       |

| AAS, Academia Africana de Ciencias                                               |
| AASSA, Asociación de Academias y Sociedades de Ciencias en Asia                  |
| Academia de Ciencias Sociales, Reino Unido                                       |
| ASTC, Asociación de Centros de Ciencia y Tecnología                              |
| CIE, Comisión Internacional de la Iluminación                                    |
| EADI, Asociación Europea de Institutos de Desarrollo y Formación                 |
| ECPR, Consorcio Europeo para la Investigación Política                           |
| FIG, Federación Internacional de Geometros                                       |
| IAAP, Asociación Internacional de Psicología Aplicada                            |
| IAHR, Asociación Internacional de Ingeniería e Investigación Hidroambiental      |
| IASC, Comité Internacional de Ciencia del Ártico                                 |
| ICA, Comisión Internacional de Acústica                                          |
| ICIAM, Consejo Internacional de Matemática Industrial y Aplicada                 |
| ICLAS, Consejo Internacional de Ciencia de Animales de Laboratorio               |
| ICO, Comisión Internacional de Óptica                                            |
| ICSTI, Consejo Internacional de Información Científica y Técnica                 |
| IFDO, Federación Internacional de Organizaciones de Datos para Ciencias Sociales |
| IFIP, Federación Internacional para el Procesamiento de Información              |
| IFLA, Federación Internacional de Asociaciones e Instituciones de Bibliotecas    |
| IFS, Fundación Internacional para la Ciencia                                     |
| IIASA, Instituto Internacional de Análisis de Sistemas Aplicados                 |
| ISA, Asociación de Estudios Internacionales                                      |
| ISDE, Sociedad Internacional para la Tierra Digital                              |
| IUVSTA, Unión Internacional para Ciencia, Técnica y Aplicaciones del Vacío       |
| IWA, Asociación Internacional del Agua                                           |
| PSA, Asociación de Ciencias del Pacífico                                         |
| SSRC, Consejo de Investigación de Ciencias Sociales                              |
| TNI, Instituto Transnacional                                                     |
| TWAS, Academia Mundial de Ciencias                                               |
| UIS, Unión Internacional de Espeleología                                         |